# 아미다촌
아미다촌(阿弥陀村)은 효고현 인나미군에 있던 촌이다. 현재의 다카사고시 아미다정 및 산요본선 소네역 주변에 해당한다.

## 역사
- 1889년 4월 1일 - 정촌제 시행에 의해 8촌의 구역을 가지고 성립하였다.
- 1956년 9월 30일 - 다카사고시에 편입, 동일 아미다촌은 폐지되었다.

## 교통

### 철도
- 일본국유철도
  - 산요본선

## 참고문헌
- 角川日本地名大辞典 28 兵庫県